# Museo tipologico internazionale del presepio Angelo Stefanucci
Il Museo tipologico internazionale del presepio "Angelo Stefanucci" è un museo privato della città di Roma sito nei sotterranei della chiesa dei santi Quirico e Giulitta, aperto al pubblico con orari ristretti, che raccoglie decine di presepi provenienti da tutto il mondo, costruiti con materiali e tecniche diverse, oltre che libri, medaglie, locandine, francobolli sempre inerenti ai presepi.
È sorto a metà degli anni cinquanta per opera di Angelo Stefanucci (Roma 1905-1990), al quale è oggi dedicato, ed è gestito dall'Associazione italiana amici del presepio.